# Arvid Axel Mardefelt
Arvid Axel Mardefelt fou un baró i general d'infanteria suec del segle xviii emparentat amb Carles XII de Suècia. Nasqué entorn el 1655 i morí el 18 de maig de 1708 a Jakin, Polònia

## Biografia
Mardefelt fou fill del Mariscal de Camp Conrad Mardefelt. El 1702 durant la Gran Guerra del Nord, estigué al càrrec de les operacions de l'exèrcit suec a la Polònia occidental. El 1704 conquerí Poznań i el defensà amb èxit davant dels saxons durant un mes de setge a la ciutat. El 1706 es distingí en la batalla de Fraustadt.
El 29 d'octubre de 1706, amb un exèrcit de 5.000 suecs i 10.000 polonesos s'enfrontà prop de Kalisz a un exèrcit conjunt de 35.000 russos, saxons i polonesos a les ordres d'August el Fort, sent derrotat.. Mardefelt juntament amb 100 oficials, incloent magnats polonesos, foren fets presoners de guerra.
Després de ser alliberat el 1707, Mardefelt morí de gota el 18 de maig de 1708 a Jakin, Polònia.